# Fort Zachodni w Świnoujściu
Fort IV Zachodni (niem. Westbatterie, początkowo Batterie A, w latach 1939–45 Fort Henningsen)  – fort pruskiej Twierdzy Świnoujście, wybudowany w latach 1856–1861, przeznaczony do obrony portu przed wrogimi okrętami. Składa się on z jednokondygnacyjnej reduty na planie kwadratu, do roku 1863 wzmocnionej murowanymi skrzydłami i otoczonej wałem ziemnym oraz fosą wodną. Po 1878 roku ufortyfikowana bateria nadbrzeżna z tarasem artyleryjskim i podziemnymi kazamatami.
W II połowie XIX wieku mała reduta artyleryjska przekształciła się w fort redutowy. Na usypywanym od północy wale ziemnym projektowano kolejne stanowiska dla armat. Na początku XX wieku pojawiły się tu karabiny maszynowe i lekkie moździerze. Po I wojnie światowej fort rozbrojono. W okresie XX-lecia międzywojennego znów zainstalowano tutaj baterię 4 dział nadbrzeżnych kalibru 150 mm, których stanowiska zbudowano na koronie północnego wału ziemnego. W 1941 roku na zachodnim skrzydle fortu wzniesiono betonowy bunkier dowodzenia. Po 1945 Rosjanie zbudowali w centrum i na obu krańcach fortu 3 betonowe bunkry dla armat nadbrzeżnych kalibru 127 mm.
Do początku XX wieku fort obsadzony był przez piechurów i artylerzystów, przez ok. 300 ludzi. Po wojnie zainstalowano tu szkolną baterię nadbrzeżną III Oddziału Artylerii Morskiej. Na początku 1945 r. bateria wzięła udział w ostrzeliwaniu celów lądowych, po czym jej obsługa zniszczyła działa i ewakuowała się okrętem na zachód. Po wojnie fort wykorzystywała sowiecka marynarka. W 1962 r. obiekt przekazano miastu.
- Brama obronna, do której prowadziła kiedyś grobla. W murach bramy otwory strzelnicze dla broni ręcznej.
- Kwadratowa reduta – najstarsza część fortu – wykorzystywana obecnie jako muzeum historii twierdzy.
- Podziemny korytarz komunikacyjny z halami dawnych komór amunicyjnych i pomieszczeń magazynowych. W stopie korytarza widoczne okrągłe otwory XIX-wiecznych wind amunicyjnych.
- Remizy artyleryjskie z II poł. XIX w. pod środkowym wałem ziemnym oraz na skrzydłach tarasu.
- Betonowy schron dowodzenia baterii „Henningsen” z pomieszczeniami sztabowymi i stanowiskiem dalmierza optycznego.
- Galeria artyleryjska ze stanowiskami dla ciężkich dział nadbrzeżnych z XIX w. Środkowa działobitnia zachowana w oryginalnym stanie. Na prawo jedno ze stanowisk ogniowych baterii „Henningsen”. W centrum oraz na lewym skrzydle fortu rosyjskie schrony dla armat nadbrzeżnych.

W 1939 roku, Niemcy przemianowali Fort Zachodni w Świnoujściu na Fort Henningsen, na cześć śmiertelnie rannego w trakcie ataku na Westerplatte – oberleutnanta Wilhelm Henningsena. Na bramie fortu znajdowała się także upamiętniająca go tablica.

## Galeria

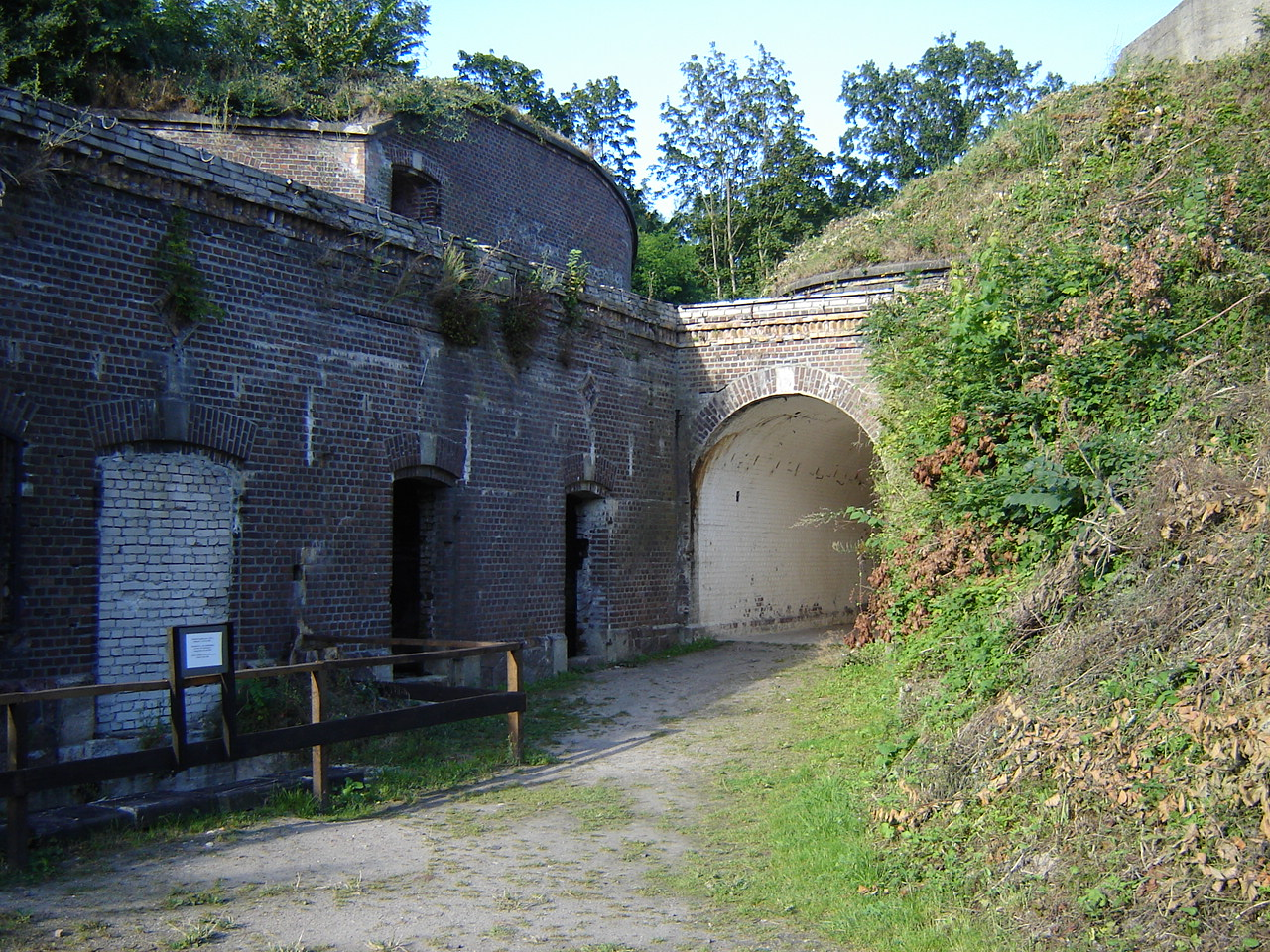
Fort Zachodni – część wschodnia
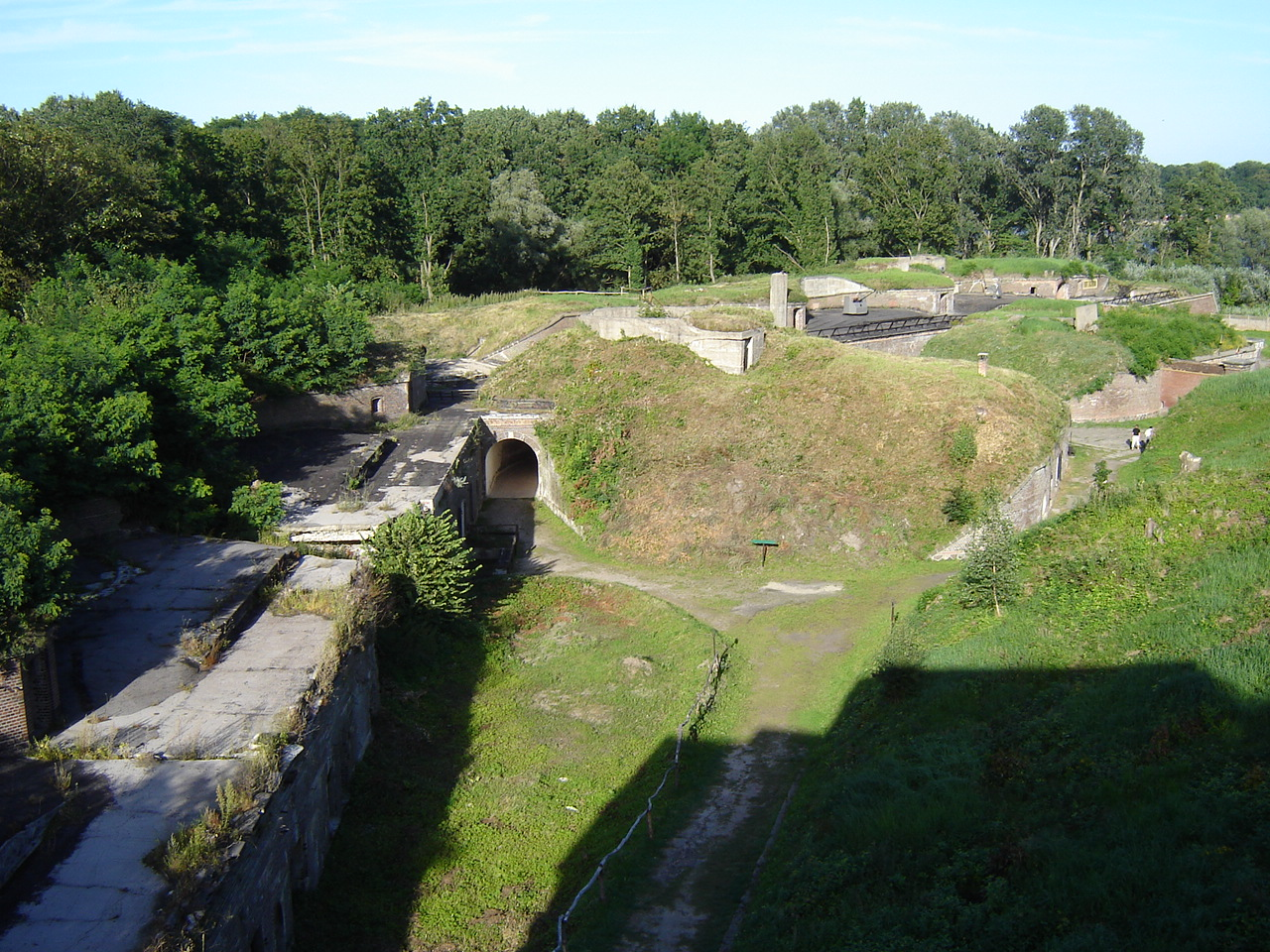
Fort Zachodni – widok z góry
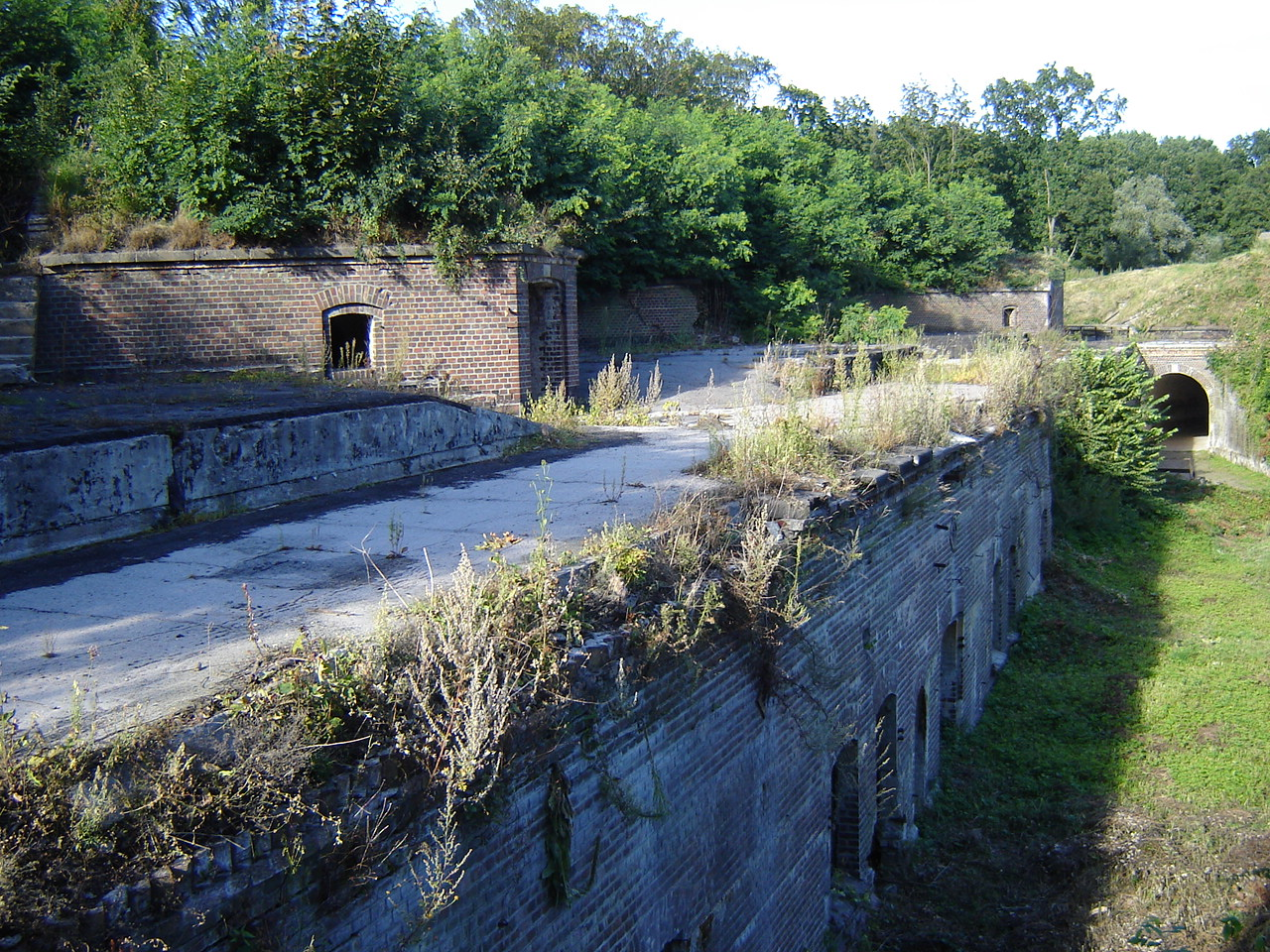
Fort Zachodni – część wschodnia widziana z góry
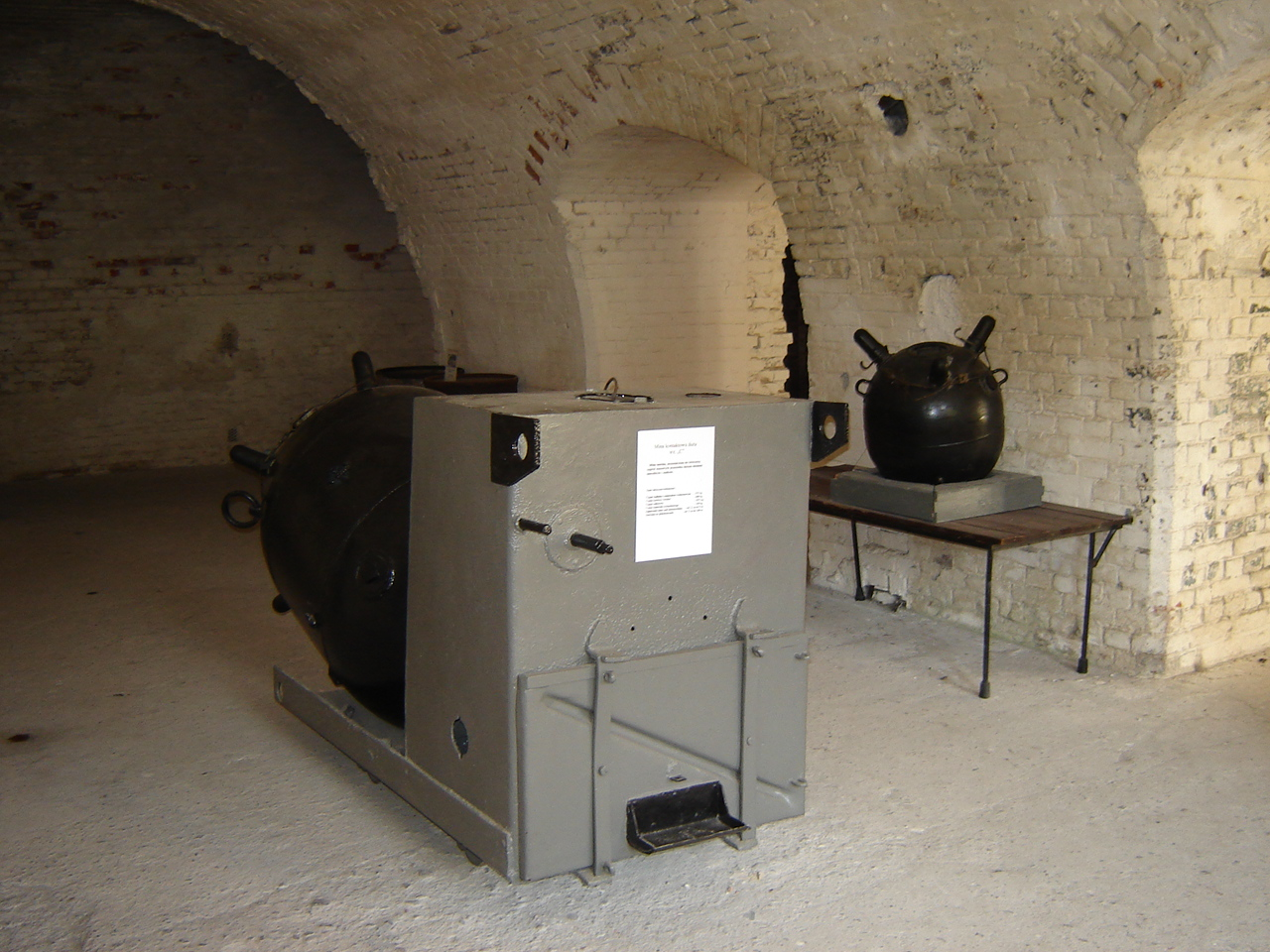
Miny morskie z czasów II wojny światowej
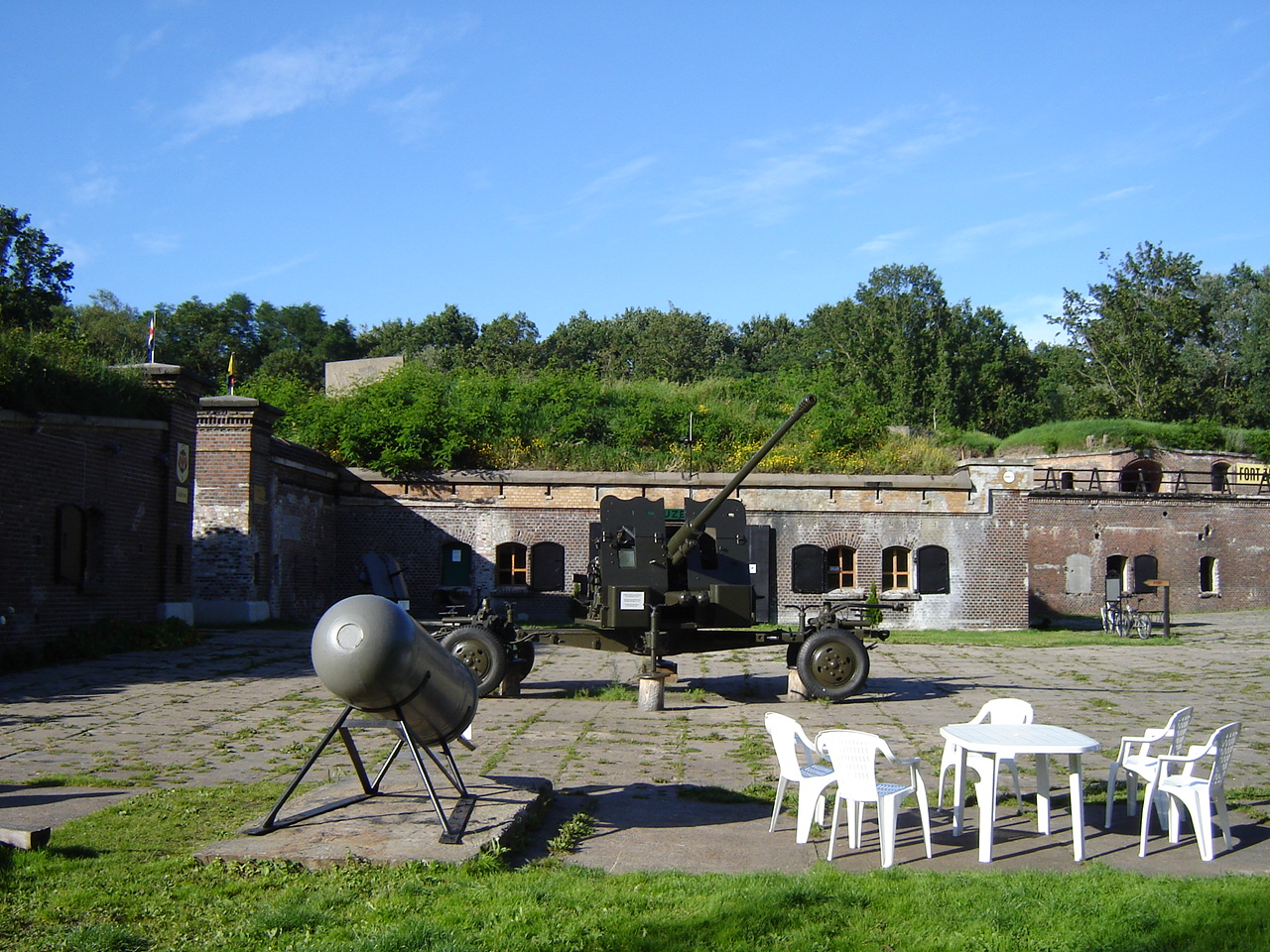
Widok na fort od strony fosy